# ساليوت 4
ساليوت 4 (دوس 4) كانت محطة فضائية تابعة لبرنامج ساليوت أطلِقت في 26 ديسمبر 1974 إلى مدار ذي أوج بارتفاع 355 كيلومتر، وحضيض بارتفاع 343 كيلومتر وميل مداري يساوي 51.6 درجة. كانت في الأساس نسخةً عن محطة دوس 3 (أو كوزموس 557)، وعلى عكس شقيقها التي فشلت، فقد مثلت نجاحًا كاملًا. حاولت ثلاثة أطقم الإقامة على متن ساليوت 4 (التحمت سويوز 17 وسويوز 18 بالمحطة، بينما أُحبِط إطلاق سويوز 18). استمرت الإقامة الثانية لمدة 63 يومًا، وبقيت كبسولة سويوز 20 غير المأهولة ملتحمةً بالمحطة لمدة ثلاثة أشهر، ما أثبت متانة النظام على المدى الطويل على الرغم من تعرض النظام البيئي لبعض التدهور خلال مهمة سويوز 18. خُفض مدار ساليوت 4 في 2 فبراير 1977، ودخلت الغلاف الجوي للأرض في 3 فبراير.

## نظرة عامة
مثلت ساليوت 4 المرحلة الثانية من محطة الفضاء المدنية دوس. على الرغم من ابقائها على التصميم الأساسي لمحطة ساليوت 1، فقد استخدمت ثلاثة ألواح شمسية كبيرة مثبتة على الوحدة الأمامية بدلاً من الألواح الأربعة الصغيرة لسابقتها التي ثُبتت على وحدة الالتحام وحجرة المحرك، وذلك بهدف توليد المزيد من الطاقة. تمتعت المحطة بمساحة أرضية داخلية تساوي 34.8 مترًا مربعًا. ولد النظام الكهربائي 2.00 كيلو وات من الطاقة. احتوت المحطة على 2000 كيلوجرام من المعدات العلمية بالإضافة إلى مجموعتين من ثلاثة ألواح شمسية لكل واحدة وزُودت بنظام دلتا للملاحة الذي كان نظام ملاحة آلي جديد لحساب المعاملات المدارية دون الحاجة إلى مساعدة من الأرض. دُفعت المحطة باستخدام محركات من نوع كاي تي دي يو 66.

## الأجهزة
احتوت المحطة على تلسكوب شمسي يُسمى أوه أس تي (التلسكوب المداري الشمسي) بلغ قطره 25 سنتيمتر وبلغ بعده البؤري 2.5 متر، بالإضافة إلى مطياف حيود للموجات القصيرة للأشعة فوق البنفسجية البعيدة صُمم في مرصد القرم للفيزياء الفلكية، وتلسكوبان للأشعة السينية. تكون أحد تلسكوبات الأشعة السينية، الذي يُطلق عليه غالبًا اسم تلسكوب فيلين، من أربع عدادات تناسبية لتدفق الغاز، تمتع ثلاثة منها بسطح كشف إجمالي مساحته 450 سنتيمتر مربع وطاقة تراوحت بين 2 و10 كيلو إلكترون فولت، بينما تمتع أحدها بسطح كشف فعال مساحته 37 سنتيمتر مربع وطاقة تراوحت بين 0.2 و2 كيلو إلكترون فولت (32 و320 أتو جول). تضمنت الأدوات أيضًا أجهزة استشعار بصرية رُكبت على السطح الخارجي للمحطة مع كواشف الأشعة السينية ووحدات الطاقة والقياس الموجودة داخل المحطة. اختُبرت المعايرة الأرضية للكواشف أثناء الطيران في ثلاثة أوضاع: التوجيه بالقصور الذاتي والتوجيه المداري والمسح. أمكن جمع البيانات في 4 قنوات للطاقة: من 2 إلى 3.1 كيلو إلكترون فولت (320 إلى 497 أتو جول)، ومن 3.1 إلى 5.9 كيلو إلكترون فولت (497 إلى 945 أتو جول)، ومن 5.9 إلى 9.6 كيلو إلكترون فولت (945 إلى 1538 أتو جول)، ومن 2 إلى 9.6 كيلو إلكترون فولت (320 إلى 1538 أتو جول) في أجهزة الكشف الأكبر حجمًا. تمتع الكاشف الأصغر بمستويات تمييزية تساوي 0.2 كيلو إلكترون فولت (32 أتو جول) و0.55 كيلو إلكترون فولت (88 أتو جول) و0.95 كيلو إلكترون فولت (152 أتو جول).
شملت الأدوات الأخرى كرسي دوار لاختبار الوظائف الدهليزية، ومعدات لقياس الضغط السالب للجزء السفلي من الجسم لدراسات القلب والأوعية الدموية، ودراجة تدريب بدني، وبدلات بنجوين وبدلات رياضية بديلة، وأجهزة استشعار لقياس حرارة وخصائص الغلاف الجوي العلوي، ومطياف تلسكوبي للأشعة تحت الحمراء من نوع آي تي إس كاي، ومطياف للأشعة فوق البنفسجية لدراسة الأشعة تحت الحمراء للأرض، وكاميرا متعددة الأطياف لتصوير موارد الأرض، وكاشف للأشعة الكونية، وأدوات للدراسات الجنينية، وأدوات هندسية جديدة اختُبرت في الظلام ولتوجيه المحطة بواسطة الأجرام السماوية، ومبرقة كاتبة.